# Jorge Falcón Gárfias
Jorge Falcón Gárfias, (Lima, 10 de agosto de 1908 - 19 de agosto de 2003) fue un escritor, ensayista, editor, periodista y político peruano. Fue autor de varios estudios sobre la obra de José Carlos Mariátegui. También dedicó varios trabajos a la vida y obra de César Falcón, su hermano.

## Biografía
Hijo de Nicasio Falcón Riesco (técnico agrónomo) y Astemia Gárfias Prado. Fue el menor de ocho hermanos, cuatro hombres y cuatro mujeres. El mayor de ellos, César Falcón, fue también escritor y periodista.
Apenas iniciados sus estudios secundarios los debió interrumpir debido a las carencias económicas. Desde temprana edad trabajó como dependiente de comercio, cronista de policiales en el diario La Prensa y oficinista. 
Vinculado al partido comunista, fue detenido en 1931, siendo confinado en Madre de Dios. Sin embargo, logró pasar al Brasil y llegar a Río de Janeiro.
De retorno al Perú, se consagró al periodismo, como redactor en La Noche (1934-1945). También laboró en el semanario Excélsior, y en el diario El Universal, de cuya columna editorial se hizo cargo.
Fue secretario de redacción de la Revista Garcilaso (1942-1943), órgano de la Asociación Nacional de Escritores, Artistas e Intelectuales del Perú, ANEAIP, editado por la Casa de la Cultura. Su hermano, César Falcón, vuelto recientemente al Perú luego de más de veinte años de ausencia, ejerció como director de dicha revista, pero poco después debió partir hacia Estados Unidos, debiendo Jorge tomar la posta. Pero debido a motivaciones políticas, la ANEAIP fue clausurada y sustituida por la ANEA (Asociación Nacional de Escritores y Artistas) y se ordenó la captura de su director. Años después, a solicitud de algunos amigos, Jorge aceptó ser secretario general de la ANEA, asumiendo su reconstitución luego del incendio que devastó su local. Reflotó entonces la Revista Garcilaso, de la que volvió a ser director (1960-1962). 
Estuvo casado con la escultora boliviana Marina Núñez del Prado, a quien conoció en 1945 en Nueva York, durante una breve visita que hizo en dicha ciudad a su hermano César.
Fue editor de Hora del Hombre (1943-1960), Correo de Educación (1949-1951) y Reconquista (1948-1949).

## Obras
- Navidad (1955, en colaboración con Edmundo Cornejo Ubillús), antología de autores peruanos.
- China, la revolución del arroz y de la rosa (1959)
- Lenin en escritos peruanos (1970)
- César Falcón. Exaltación y Antología (1971), recopilación de textos de dicho autor, algunos inéditos.
- Anatomía de los 7 ensayos de Mariátegui (1978)
- Amauta: polémica y acción de Mariátegui (1979)
- Mariátegui, arquitecto sindical (1980)
- Mariátegui: la revolución mexicana y el Estado antiimperialista (1980)
- El hombre en su acción (1982), estudio prolijo sobre la vida y obra de César Falcón.
- Mariátegui, Marx, marxismo (1983)
- Hora del hombre 1943-1983 (1983)
- Arte Perú (1987), con volúmenes dedicados a José Sabogal, Víctor Humareda, Teresa Carvallo, Julia Codesido, Macedonio de la Torre y Enrique Camino Brent.
- Simplemente Sabogal: centenario de su nacimiento (1988)
- Centenario de César Falcón (1991), antología de diversos textos sobre su hermano, por el centenario de su nacimiento.
- Libro homenaje. César Falcón, centenario de un nacimiento (1993), recopilación de conferencias y artículos de la prensa sobre la vida y obra de su hermano.
- Homenaje a Marina Núñez del Prado (1995)
- Marina Núñez del Prado, espíritu del Ande (1999)